# Liste der Kulturdenkmäler in Oberneuland
In der Liste der Kulturdenkmäler in Oberneuland sind alle Kulturdenkmäler des Bremer Stadtteils Oberneuland aufgelistet.
Grundlage ist die vom Landesamt für Denkmalpflege Bremen (LfD) veröffentlichte Landesdenkmalliste. Die amtlichen Daten wurden direkt aus einem Export der Denkmaldatenbank beim LfD 
mit dem Stand von März 2025 übernommen.

## Hinweise
Weitere Erläuterungen zum Aufbau dieser Liste und zu ihrem Inhalt bietet die Seite Inhalte der Tabellen.
Die anklickbare Karte rechts leitet zu den Listen der anderen Stadtteile. Auf der Übersichtsseite befindet sich eine größere Karte.
Wichtig für Autoren:  Links zu Artikeln oder Architekten sowie Bilder oder Koordinaten der Objekte auch/nur in die Ergänzungsliste eintragen, da die Tabelle mittels Datentechnik erstellt wird. Änderungen in der Tabelle von Hand werden sonst beim nächsten Update überschrieben.
|  | Mit dem Bremer Express-Upload können Bilder mit automatischer Zuordnung zu den Objekten auf Commons hochgeladen werden. Bitte dazu auf das Kamera-Symbol in der jeweiligen Tabellenzeile klicken. Eine Kurzinformation bietet diese Projektseite. |

## Denkmalliste Oberneuland
| Objekt                                                                            | Typ                                                    | Baujahr                       | Architekt/Künstler                                                             | Adresse                                               | Koordinaten Wikidata | Art? | Objekt-Nr.? | Bild |
| --------------------------------------------------------------------------------- | ------------------------------------------------------ | ----------------------------- | ------------------------------------------------------------------------------ | ----------------------------------------------------- | -------------------- | ---- | ----------- | ---- |
| Landgut Holdheim, Herrenhaus Holdheim, Klinik Holdheim, Waldemar-Schütte-Stiftung | Landgut, Herrenhaus, Kinderheilanstalt                 | 1809–1810 1854, 1946          | Kaars, Hinrich Hurrelmeier Altmann, Isaak Hermann                              | Apfelallee 30                                         | Lage Q1477282        | ED   | 0087        |      |
| Gut Hodenberg, Reitverein Hubertus, Stiftung Hodenberg                            | Landgut, Herrenhaus, Hofmeierhaus, Irrenanstalt        | 1787–1921                     | Roselius, Christian                                                            | Hodenberger Straße 10 Oberneulander Landstraße        | Lage Q1556946        | GA   | 0608        |      |
| Gutshaus Hodenberg                                                                | Herrenhaus, Irrenanstalt                               | 1787 1908–1909, 1920–1921     | Müller-Scheeßel, Ernst / Hermann, Th. / Ritterhoff, Albert / Vogeler, Heinrich | Hodenberger Straße 10                                 | Lage Q42297842       | ED   | 1728        |      |
| Gut Hodenberg, Stallungen, Reitverein Hubertus                                    | Stall                                                  | um 1790                       |                                                                                | Hodenberger Straße 10                                 | Lage Q42297844       | BT   | 1729        |      |
| Muhles Park, Höpkensruh, Böving'sches Landgut, Landgut Muhle                      | Wohnhaus, Herrenhaus, Hofmeierhaus, Landschaftsgarten  |                               |                                                                                | Oberneulander Landstraße 65, 67, 69                   | Lage Q41438595       | DG   | 0677        |      |
| Höpkens Ruh, Landgut Schultz                                                      | Park, Landgut, Landschaftsgarten                       | um 1800 ab 1859               |                                                                                | Oberneulander Landstraße 69                           | Lage Q1609724        | GA   | 0609,T      |      |
| Linnaeus-Obelisk                                                                  | Obelisk, Gartenplastik, Denkmal                        | um 1800                       |                                                                                |                                                       | Lage Q42297847       |      | 0609,T001   |      |
| Muhles Park, Böving'sches Landgut, Landgut Muhle                                  | Herrenhaus, Hofmeierhaus, Landschaftsgarten            |                               |                                                                                | Oberneulander Landstraße 65, 67                       | Lage Q14912875       | GA   | 0936,T      |      |
| Landhaus Böving                                                                   | Herrenhaus, Wohnhaus                                   | um 1815 1922, 1929, 1992–1993 | Görig, Walter                                                                  | Oberneulander Landstraße 65                           | Lage Q42297855       | BT   | 1730        |      |
| Hofmeierhaus Oberneulander Landstraße 67                                          | Hofmeierhaus, Wohnhaus                                 | um 1910                       |                                                                                | Oberneulander Landstraße 67                           | Lage Q42297857       | BT   | 1731        |      |
| Wohnhaus Lindenweg 12                                                             | Wohnhaus                                               | 1921–1922                     | Haering, Hans                                                                  | Lindenweg 12                                          | Lage Q42297859       | ED   | 0844        |      |
| Oberneulander Mühle                                                               | Windmühle, Mühle, Galerieholländer                     | 1848                          |                                                                                | Mühlenweg 34                                          | Lage Q2010536        | ED   | 0933        |      |
| Landsitz Hasse, Landgut Wichelhausen, Landgut Iken, Tobias-Schule                 | Landhaus, Landschaftsgarten, Gewächshaus, Schule, Park |                               |                                                                                | Rockwinkeler Landstraße 40, 41, 43                    | Lage Q41342924       | GA   | 0934,T      |      |
| Hasses Park                                                                       | Park                                                   | um 1790 um 1880               | Benque, Wilhelm (?)                                                            |                                                       | Lage Q42297860       |      | 0934,T001   |      |
| Landhaus Hasse                                                                    | Wohnhaus, Landhaus                                     | 1894–1896                     | Gildemeister, Eduard / Sunkel, Wilhelm                                         | Rockwinkeler Landstraße 41, 43                        | Lage Q42297863       | ED   | 1451        |      |
| Orangerie Rockwinkeler Landstraße 41                                              | Orangerie                                              | um 1790                       |                                                                                | Rockwinkeler Landstraße 41, 43                        | Lage Q42297865       | ED   | 1452        |      |
| Landgut Hasse, Hofmeierhaus                                                       | Hofmeierhaus                                           | 1902                          | Gildemeister, Eduard / Sunkel, Wilhelm                                         | Rockwinkeler Landstraße 40                            | Lage Q121757761      | ED   | 3941        |      |
| Landhaus Waldthausen                                                              | Landhaus, Wohnhaus                                     | 1905–1906                     | Gildemeister, Eduard / Sunkel, Wilhelm                                         | Mühlenfeldstraße 49                                   | Lage Q42297867       | ED   | 0935        |      |
| Gaststätte „Meyer vorm Boom“                                                      | Bauernhaus, Landeskrug, Gaststätte                     | um 1720                       |                                                                                | Oberneulander Landstraße 8                            | Lage Q19833012       | ED   | 0942        |      |
| Haus Hoogenkamp, Landhaus Hucke, Las Flores                                       | Wohnhaus, Villa                                        | 1825 1874, 1911               | Kaars, Hinrich (?) Poppe, Johann Georg Haering, Hans                           | Oberneulander Landstraße 33                           | Lage Q41343563       | ED   | 0945,T      |      |
| Skulptur                                                                          | Skulptur                                               | 18. Jahrhundert               |                                                                                |                                                       | Lage? Q42297879      |      | 0945,T001   |      |
| Haus Weltmann, Haus Eichenhain                                                    | Villa, Wohnhaus                                        | 1911–1913 1920–1922, 1948     | Haering, Hans Nordmann, H. Rehberg, Heinz-Georg                                | Rockwinkeler Heerstraße 119                           | Lage Q42297881       | ED   | 0946        |      |
| Landsitz Caesar-Ichon, Landgut Post                                               | Wohnhaus, Herrenhaus, Landschaftsgarten                |                               |                                                                                | Oberneulander Landstraße 70                           | Lage Q41347364       | ED   | 0948,T      |      |
| Landhaus Caesar-Ichon                                                             | Villa                                                  | 1843                          | Eggers, Anton Theodor                                                          |                                                       | Lage Q42297890       |      | 0948,T001   |      |
| Park Ichon                                                                        |                                                        | 1768 1829                     | Altmann, Gottlieb                                                              |                                                       | Lage Q42297901       |      | 0948,T002   |      |
| Haus Schumacher                                                                   | Bauernhaus                                             | um 1780                       |                                                                                | Oberneulander Landstraße 93                           | Lage Q42297914       | ED   | 0949        |      |
| Wohnhaus Oberneulander Landstraße 141A                                            | Wohnhaus, Sommerhaus, Wohnhaus                         | 1930                          | Rohmeyer, W. H.                                                                | Oberneulander Landstraße 141A                         | Lage Q42297930       | ED   | 0950        |      |
| Heinekens Park, Heinekens Landgut, Landgut Schumacher                             | Wohnhaus, Herrenhaus, Hofmeierhaus, Park               | nach 1762 1782–1795           | Altmann, Gottlieb Altmann, Isaak Hermann Heineken, Christian Abraham           | Oberneulander Landstraße 151, 153                     | Lage Q1596051        | GA   | 0951        |      |
| Heinekens Park, Haus Heineken                                                     | Herrenhaus, Wohnhaus                                   | um 1790 1871                  | Runge, Gustav                                                                  | Oberneulander Landstraße 151 Am Jürgens Holz          | Lage Q42298026       | ED   | 1732        |      |
| Heinekens Park, Hofmeierhaus                                                      | Hofmeierhaus, Wohnhaus                                 | um 1790 um 1810               |                                                                                | Oberneulander Landstraße 153                          | Lage Q1596051        | BT   | 1733        |      |
| Haus Weyhausen                                                                    | Wohnhaus, Landhaus                                     | 1914                          | Schröder, Rudolf Alexander Luley, Diedrich                                     | Oberneulander Landstraße 183                          | Lage Q42298038       | ED   | 0952        |      |
| Landgut Schütte, Toranlage                                                        | Toranlage                                              | 1913                          | Schröder, Rudolf Alexander Luley, Diedrich                                     | Oberneulander Landstraße 189D                         | Lage Q42298053       | ED   | 0953        |      |
| Landgut Arndt-Soltmann                                                            | Wohnhaus, Villa                                        | 1872 1912                     | Bolte, Bernhard Haering, Hans Benque, Wilhelm (?)                              | Rockwinkeler Heerstraße 111                           | Lage Q42298063       | ED   | 1040        |      |
| Klatte-Hof                                                                        | Bauernhaus                                             | 1709                          |                                                                                | Rockwinkeler Heerstraße 123                           | Lage Q42298075       | ED   | 1041        |      |
| Schmiede Oberneuland und Wohnhaus                                                 | Wohnhaus, Schmiede                                     | 1862–1863                     | Kaars, Wilhelm                                                                 | Oberneulander Heerstraße 72                           | Lage Q41438986       | DG   | 1042        |      |
| Schmiede Oberneuland                                                              | Schmiede, Werkstatt                                    | 1862–1863                     | Kaars, Wilhelm                                                                 | Oberneulander Heerstraße 72                           | Lage Q42298087       | ED   | 0940        |      |
| Wohnhaus der Schmiede                                                             | Wohnhaus                                               | 1863                          | Kaars, Wilhelm                                                                 | Oberneulander Heerstraße 72                           | Lage Q42298096       | BT   | 0941        |      |
| Sommerhaus Rockwinkeler Landstraße 65                                             | Sommerhaus, Wohnhaus                                   | um 1800                       |                                                                                | Rockwinkeler Landstraße 65                            | Lage Q42298105       | ED   | 1044        |      |
| St. Johann                                                                        | Kirche ev., Kapelle, Ehrenmal                          |                               |                                                                                | Oberneulander Landstraße 37, 41                       | Lage Q41438879       | DG   | 1342        |      |
| St. Johann                                                                        | Kirche, Kirche ev.                                     | 1858–1860 1937                | Müller, Heinrich                                                               | Oberneulander Landstraße 41                           | Lage Q14912472       | ED   | 1234        |      |
| Friedhofskapelle Oberneulander Landstraße 37                                      | Friedhofskapelle, Kirchhof                             | 1905                          | Wagner, Hugo                                                                   | Oberneulander Landstraße 37, 41                       | Lage Q42298115       | BT   | 1726        |      |
| Ehrenmal Oberneulander Landstraße 37                                              | Ehrenmal, Denkmal                                      | 1922–1923                     | Haering, Hans                                                                  | Oberneulander Landstraße 37, 41                       | Lage Q42298119       | BT   | 1727        |      |
| Landgut Marwede, Klinik Hohenkamp                                                 | Landgut, Park, Villa, Nervenklinik                     | 1911–1924                     |                                                                                | Oberneulander Landstraße 27, 29                       | Lage Q41438742       | DG   | 3615        |      |
| Klinik Hohenkamp, Wappenstein                                                     | Wappenstein, Fries, Plastik                            | 17. Jahrhundert               |                                                                                | Oberneulander Landstraße 27, 29                       | Lage Q42298123       | ED   | 0943        |      |
| Klinik Hohenkamp, Gartenpavillon                                                  | Gartenpavillon, Aussichtspavillon                      | um 1790                       |                                                                                | Oberneulander Landstraße 27, 29                       | Lage Q42298124       | ED   | 0944        |      |
| Landhaus Marwede, Klinik Hohenkamp                                                | Villa, Nervenklinik                                    | 1922–1924 1926                | Schröder, Rudolf Alexander Rotermund, Carl                                     | Oberneulander Landstraße 27, 29                       | Lage Q42298126       | ED   | 1237        |      |
| Landgut Marwede, Hofmeierhaus und Remise                                          | Hofmeierhaus, Remise                                   | 1912                          | Haering, Hans                                                                  | Oberneulander Landstraße 27, 29                       | Lage Q42298134       | BT   | 3616        |      |
| Landgut Marwede, Park und Ausstattung                                             | Landgut, Park                                          | 1922–1924                     |                                                                                | Oberneulander Landstraße 27, 29                       | Lage Q42298135       | BT   | 3617        |      |
| Wohnhaus                                                                          | Bauernhaus                                             | 1791(i)                       |                                                                                | Oberneulander Landstraße 101                          | Lage Q121288207      | ED   | 3909        |      |
| Bauernhaus Oberneulander Landstraße 24                                            | Bauernhaus                                             | 1833                          |                                                                                | Oberneulander Landstraße 24                           | Lage Q42298138       | ED   | 3913        |      |
| Gemeindehaus, Parteihaus der NSDAP                                                | Gemeindehaus, Parteihaus                               | 1937–1938                     | Bothe, Arthur                                                                  | Oberneulander Landstraße 32                           | Lage Q115118425      | ED   | 3914        |      |
| Landhaus Ehlers                                                                   | Wohnhaus, Landhaus                                     | 1905–1906                     | Bollmann, Diedrich                                                             | Rockwinkeler Heerstraße 124                           | Lage Q113812099      | ED   | 3931        |      |
| Schule Oberneuland, Schulvorsteherhaus                                            | Schule                                                 | 1877, 1915                    |                                                                                | Oberneulander Landstraße 36 Rockwinkeler Heerstraße 4 | Lage Q109806458      | DG   | 5217        |      |
| Schule Oberneuland                                                                | Schule                                                 | 1877                          | Schumacher, Hinrich                                                            | Oberneulander Landstraße 36                           | Lage Q109806480      | ED   | 3915        |      |
| Schulvorsteherhaus                                                                | Wohnhaus                                               | 1914–1915                     | Ostwald, Josef                                                                 | Rockwinkeler Heerstraße 4                             | Lage Q109806481      | ED   | 3923        |      |

Anzahl der Objekte in Oberneuland: 55, davon mit Bild: 39 (71 %).
Stand: Mi Aug 23 14:14:38